# Hildegunn Eggen
Hildegunn Eggen, född 27 juli 1953, är en norsk skådespelare.
Eggen studerade vid Statens Teaterhøgskole 1978–1981. Efter studierna engagerades hon vid Nationaltheatret 1981–1984, därefter har hon sedan 1985 varit engagerad vid Trøndelag Teater.

## Filmografi (urval)
- 1997 - Blind gudinna
- 1986 - Nattseilere
- 1984 - Snart 17
- 1983 - Ja, vi elsker

## Priser och utmärkelser
- 2001 – Nord-Trøndelag fylkes kulturpris[1]
- 2002 – Teaterkritikerprisen[1]
- 2002 – Stiklestadprisen[1]
- 2008 – Gammleng-prisen (i klassen "skådespelare")[1]
- 2014 – St. Olavs orden, "Ridder av 1. klasse"[1]